# نکست‌ورث
نکست‌ورث (به انگلیسی: NextWorth) یک سرویس تجارت و بازیافت الکترونیکی است. کاربران از سرویس‌های الکترونیکی برای تبادل کالا با پول نقد یا تخفیف در مدل‌های جدید استفاده می‌کردند. نکست‌ورث توسط دانشجویان تجارت در کالج بابسون در سال ۲۰۰۵ تأسیس شد. این سرویس به عنوان یک سرویس مبتنی بر کمیسیون شروع شد تا به مشاغل کمک کند تا حراج‌های آنلاین کالاهای مورد استفاده خود را تنظیم کنند، سپس مدل تجاری خود را تغییر داد تا در سال ۲۰۰۶ روی تجارت الکترونیک متمرکز شود. از اواخر سال ۲۰۱۲، نکست‌ورث یکی از شناخته شده‌ترین و بزرگترین خدمات تجارت و بازیافت الکترونیک در ایالات متحده بود، اگرچه تنها درصد کمی از کل ترافیک تجارت را شامل می‌شود.

## تاریخچه
نکست‌ورث در کالج بابسون توسط دیوید چن، اندرو والش و اسکات ریچاردسون تأسیس شد. این شرکت برای کالج بابسون در سال ۲۰۰۵ به عنوان Business Hatcheries انتخاب شد، که منابع رایگان را برای استارتاپ‌های دانشجویی فراهم می‌کند. شرکت نکست‌ورث سال بعد عملیات خود را آغاز کرد. در ابتدا خدماتی بود که به تجارت و غیرانتفاعی کمک می‌کرد تا در ازای کمیسیون ۲۰–۳۳ درصدی اقلام لوکس را برای حراج‌های آنلاین تهیه کنند. در بهار سال ۲۰۰۶، نکست‌ورث مدل و خدمات تجاری خود را تغییر داد تا روی تجارت الکترونیک متمرکز شود. در ژانویه ۲۰۰۷، نکست‌ورث در دور اول بودجه خود ۱٫۵ میلیون دلار جمع‌آوری کرد.

## خدمات
نکست‌ورث از الکترونیک استفاده می‌کردند و حدود ۸۰–۸۵ درصد از آنها را می‌فروشند، در حالی که مابقی آنها برای بازیافت به شبکه ای از شرکاء ارسال می‌شوند. بسیاری از آیفون‌های استفاده شده در کشورهایی که قیمت جدید آنها گران‌تر است، دوباره فروخته می‌شوند. فروشندگان می‌توانند یک فرم آنلاین را برای توصیف محصولات خود که می‌خواهند بفروشند پر کنند، سپس از طریق وب سایت آنرا معامله کنند. پس از دریافت نقل قول، فروشندگان سی روز برای ارسال محصول با استفاده از برچسب حمل و نقل پیش پرداخت شده توسط نکست‌ورث، وقت دارند. این شرکت حافظه دستگاه را پاک می‌کند و قبل از ارسال بازپرداخت فروشنده بسته به روش پرداخت، مورد را بازرسی می‌کند. اگر نکست‌ورث محصولی را در شرایط پایین‌تر از آنچه فروشنده انتظار دارد، ارزیابی کند، می‌توانند توضیحی را از نکست‌ورث دریافت کنند، معامله را به چالش بکشند، یا آن را رد کنند و محصول را پس بگیرند.
فروشندگان همچنین می‌توانند به‌صورت حضوری تجارت انجام دهند و بلافاصله در خرده فروشان مشارکتی مانند تارگت بازپرداخت شوند. برنامه تجارت در Target در سال ۲۰۰۹ به صورت آزمایشی آغاز شد و تا سال ۲۰۱۰ به ۱۹۰ مکان و تا سال ۲۰۱۱ تقریباً به ۱۵۰۰ فروشگاه گسترش یافت. مشارکت آنها با Target در اواخر سال ۲۰۱۶ به پایان رسید که Target ;CExchange را به عنوان شریک جدید خود انتخاب کرد. قبل از پایان کار در سال ۲۰۰۹، مشارکت مشابهی با Circuit City برقرار بود. سخنگوی این شرکت در سال ۲۰۰۹ اظهار داشت که این شرکت همچنین با ۱۵ خرده فروش کوچک برای تجارتهای حضوری مشارکت کرده‌است.

## قیمت‌گذاری
نکست‌ورث قیمت‌های خود را از طریق الگوریتمی که توسط دانشجویان MBA و استاد دانشگاه کالج بابسون تهیه شده‌است، تعیین می‌کند. فروشندگان می‌توانند با پرداخت الکترونیک خود مستقیماً از طریق خدماتی مانند ای‌بی یا کریگزلیست، قیمتهای بهتری کسب کنند اما خدماتی مانند نکست‌ورث راحت تر بوده و دارای قیمت‌های قابل پیش‌بینی هستند. یک ویراستار سی‌نت بسیاری از قیمت‌های تجارت در نکست‌ورث را «بسیار عادلانه» دانست، اگرچه او انتظار برخی قیمت‌های بالاتر را داشت. تغییرات قیمت بین خدمات تجارت و محصولات به زمان‌بندی (انتشار مدلهای جدید و نوسانات بازار)، مدل فروخته شده و وضعیت محصول بستگی دارد.
با توجه به About.com، چقدر فروشنده در توصیف شرایط محصول «منصفانه خواهد بود که تجربه شما با نکست‌ورث رضایت بخش باشد یا خیر.» بسته به نحوه ارزیابی نکست‌ورث از وضعیت محصول با توضیحات فروشنده برخی از فروشندگان نسبت به قیمت پیشنهادی قیمت‌های بالاتر یا پایین‌تر دریافت می‌کنند.
نکست‌ورث تجارت فعال را وقتی کالای جدیدی توسط فروشنده تولید می‌شود تجربه کرده‌است مانند زمانی که ipad2 در مارس ۲۰۱۱ معرفی شد. همچنین زمانی که iphone5در سپتامبر ۲۰۱۲ عرضه شد.
این اتفاقات باعث شد که خرید و فروش مدل‌های قدیمی کاهش یابد.